# Rejhan
Rejhan Bellani, född 27 september 2006 i Uddevalla, är en svensk sångare.

## Biografi
Rejhan kommer från Uddevalla. Han medverkade i Talang 2021 med låten "I'm Not the Only One" (av Sam Smith), som tog honom till final. Rejhan medverkade i Melodifestivalen 2023 med låten "Haunted", som slutade på en femteplats i den första deltävlingen i Göteborg den 4 februari.